# Oetker Hôtel Management
 (mai 2019).
Pour les articles homonymes, voir Oetker.
Oetker Hotel Management également appelé Oetker Collection est une filiale du groupe allemand Dr. Oetker et est spécialisé dans la gestion d'hôtels de luxe. La société est basée à Baden-Baden.

## Portefeuille
Le groupe gère un portefeuille de 10 hôtels dans le monde :
- Le Brenners Park-Hotel & Spa à Baden-Baden
- L'hôtel Le Bristol à Paris
- Le Château Saint-Martin & Spa à Vence
- L'Hôtel du Cap-Eden-Roc  au Cap d'Antibes
- Le Palácio Tangará à São Paulo
- L'hôtel Eden Rock à Saint-Barthélemy
- L'hôtel The Lanesborough à Londres
- L'hôtel L'Apogée à Courchevel
- L'hôtel Jumby Bay Island à Antigua-et-Barbuda
- Hotel La Palma à Capri (2023)